# Номаскусы
Nomascus (лат. ) — род человекообразных приматов, обитающих в Юго-Восточной Азии. Nomascus — один из 4 родов семейства гиббоновые, которых называют «малыми гоминидами».

## Систематика
Известно 6 видов:
- Чёрный хохлатый гиббон (Nomascus concolor) (4 подвида: Nomascus concolor concolor, Nomascus concolor lu, Nomascus concolor jingdongensis, Nomascus concolor furvogaster)
- Восточный чёрный номаскус (Nomascus nasutus)
- Nomascus hainanus
- Белощёкий хохлатый гиббон (Nomascus leucogenys)
- Nomascus siki
- Желтощёкий хохлатый гиббон (Nomascus gabriellae)
- Nomascus annamensis[2][3][4]

Животные имеют наибольший из гиббоновых диплоидный набор хромосом — 52.
Nomascus был поднят до статуса рода, так как последние исследования показали, что расстояние между подродами гиббонов оказалось больше, чем между родами Pan и Homo.

## Кладограмма
Кладограмма подсемейства гиббоновых:
```
Гиббоновые (Hylobatinae)
|--Сиаманг (Symphalangus)
|--N.N.
     |--Номаскус (Nomascus)
     |--N.N.
        |--Хулок (Hoolock)
        |--Гиббоны (Hylobates)
```